# Here, There and Everywhere
«Here, There and Everywhere» es una canción de la banda británica de rock The Beatles. Fue escrita por Paul McCartney (pero acreditada como Lennon/McCartney) y forma parte del álbum Revolver de 1966. En su biografía, Many Years From Now, McCartney es citado diciendo que la canción es una de sus favoritas. George Martin, productor de los Beatles, también ha mencionado que es una de sus canciones favoritas de Paul McCartney. 

## Orígenes
Al mencionar "Here, There and Everywhere", Paul McCartney frecuentemente ha citado el tema "God Only Knows" de Brian Wilson (Beach Boys) como su principal fuente de inspiración.
La canción es conocida por su tonalidad agridulce, por su armonía y por su sutil arreglo. La melodía alegre es contrarrestada por los fascinantes acordes menores del puente. McCartney, de hecho, mencionó en la serie de radio de 1989, McCartney On McCartney, que el comienzo de la canción con los coros de "ooh-aah" en el fondo, estaba planeado para tener un sonido como el de los Beach Boys.
Esta canción presenta uno de los rangos vocales más altos de McCartney; él dijo en su autobiografía que de hecho estaba tratando de cantarla al estilo de Marianne Faithfull.

## Versiones
Notables intérpretes han versionado "Here, There and Everywhere" incluyendo Bobbie Gentry, Petula Clark, Locksley, Emmylou Harris, Camilo Sesto (en su primer álbum en idioma inglés), Clay Aiken, José Feliciano (instrumentalmente), The Lettermen, John McDermott, Céline Dion (para un disco tributo a George Martin/Beatles), George Benson, Perry Como, Rita Lee, Sissel, The Charles Lloyd quartet, John Denver, y Umberto Tozzi en su álbum Yesterday, today del 2012.
Recientemente, David Gilmour, guitarrista de Pink Floyd, grabó una versión de esta canción para la revista Mojo. Esta fue incluida en un CD, junto a la edición correspondiente al mes de octubre del 2015.

## Créditos
- Paul McCartney: voz principal y coros, bajo.
- John Lennon: guitarra rítmica, coros y chasquidos.
- George Harrison: guitarra principal, coros y chasquidos.
- Ringo Starr: batería.